# 瓜生明希葉
瓜生 明希葉（うりゅう あきは、1983年12月2日 - ）は、日本のシンガーソングライター、ラジオパーソナリティ。キューブ所属。
東京都生まれ、福岡県北九州市育ち。現在はニューヨークを拠点に活動する。

## 略歴・人物
幼い頃より趣味で曲作りを始め、中学時代にオリジナル楽曲の制作を開始。高校時代にパルコ・リコモーション製作による舞台『人間風車』の劇中歌に採用される。早稲田大学法学部へ進学すると、『ダブリンの鐘つきカビ人間』、『MIDSUMMERCAROL〜ガマ王子VSザリガニ魔人』などの様々な舞台作品へ楽曲を提供。その後も舞台『ULTRA PURE!』の主題歌と劇中歌、リーディングドラマ『Re:（アールイー）』主題歌、舞台『40カラット』の音楽などを次々に担当する。また、映画『泣きたいときのクスリ』の主題歌や京王グループやメナード化粧品「薬用ビューネ」のCMソングなどを担当し、2011年には前年に音楽制作を手がけたプラチナ・ギルド・インターナショナル「プラチナリング」のラジオCMがACC CM FESTIVALにおいてラジオCM部門の「総理大臣賞／グランプリ」と「クラフト賞（音楽賞）」のダブル受賞を果たした。
一方で、大学在学中の2004年にリリースしたファーストアルバム『キャメレオン』を皮切りにこれまでに計5枚のアルバムをリリース。東京、大阪、京都、福岡など各地でライブ活動を行う。
作曲は主にピアノを使って行い、ポップ、ジャズ、叙情的でドラマティックなど曲調は多岐にわたる。包み込まれるような透明感ある可愛らしい歌声が特徴である。現在はニューヨークを拠点に活動している。

## 作品

### シングル
| 枚  | 発売日        | タイトル                     | 規格番号 |
| --- | ------------- | ---------------------------- | -------- |
| 1st | 2002年        | 水鏡 / 色のないセカイ        | Qbix-5   |
| 2nd | 2004年        | Endless story / フォークロア | Qbix-8   |
| 3rd | 2007年6月27日 | シロツメ草 / 空庭            | Qbix-23  |

### アルバム
| 枚  | 発売日         | タイトル     | 規格番号 |
| --- | -------------- | ------------ | -------- |
| 1st | 2004年12月2日  | キャメレオン | Qbix-13  |
| 2nd | 2005年11月23日 | Omni-bus     | Qbix-18  |
| 3rd | 2006年12月2日  | melodish     | Qbix-21  |
| 4th | 2008年12月17日 | Jam&to go!   | DQC-163  |
| 5th | 2010年5月12日  | In the souk  | DQC-459  |

### 配信限定ライブ音源
- uryucruise live special　（2009年9月22日配信開始）

### CMソング
- アンターミナル - 京王グループ
- natural woman - メナード化粧品「薬用ビューネ」
- Anniversary - 九州朝日放送（KBC）創立55周年キャンペーンソング

### 劇中歌
- SFW/波 - 舞台「人間風車」
- 水鏡/色のないセカイ - 舞台「ダブリンの鐘つきカビ人間」
- Endless story/フォークロア - 舞台「MIDSUMMER CAROL ガマ王子 vs ザリガニ魔人」
- 夏至/バアムクーヘン - 舞台「Candy’s -キャンディーズ-」
- シロツメ草/空庭 - 舞台「東京タワー 〜オカンとボクと、時々、オトン〜」
- 音楽劇「GREAT PRETENDER グレートプリテンダー」

### 主題歌
- Tears Like A Rain - 映画『泣きたいときのクスリ』[注釈 1][1]

## 出演

### ラジオ
- 瓜生明希葉 a piece of laughing（2009年4月4日 - 2010年4月3日、TBSラジオ）

## 受賞歴
- 2011年 ACC CM フェスティバル ラジオグランプリ・総務大臣賞、クラフト賞（音楽賞）[6][7]